# خط أنبوب النفط الإيراني-الإسرائيلي

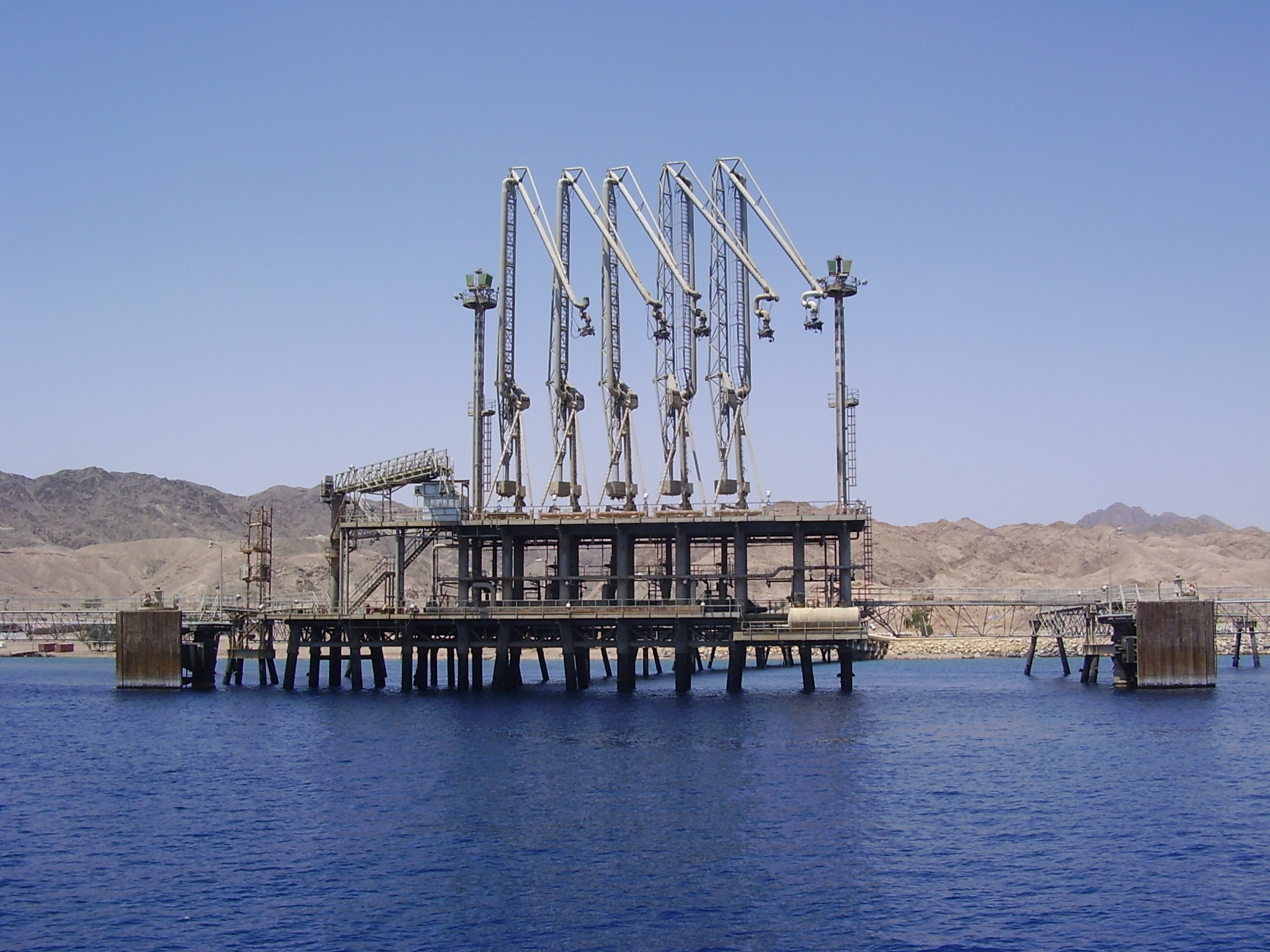

خط أنبوب النفط الإيراني الإسرائيلي (بالعبرية: קו צינור אילת אשקלון)، ويُعرَفُ كذلك باسم: تيپ‌لاين هو أنبوب نفط بقطر 42 أنج عام 1968 لينقل النفط الخام من إيران إلى البحر المتوسط حيث يمتدّ من رصيف خاص في ميناء عسقلان إلى ميناء إيلات على البحر الأحمر بقدرة 1.2 مليون برميل في اليوم و 400,000 برميل في اليوم في الإتجاه المعاكس, خط الأنابيب تمتلكه شركة خط أنابيب إيلات عسقلان (EAPC) الّتي تُشغّل أبضاً عدّة خطوط أنابيب أخرى في إسرائيل.

## دواعي إنشاء الأنبوب
كانت إيران وقتها تحتاج لزيادة صادراتها بحدود 20% لكي تدعم إقتصادها الناشئ وإسرائيل تحتاج لتعويض خسارة أنبوب (كركوك-حيفا) المقفل منذ عام 1948 والّذي كان يمدّها بحاجتها من النفط بعد تكريرهِ في مصفاة حيفا حيث كان قطر الأنبوب 12 أنج بطول 940 كيلومتر. في عام 1959 في العاصمة الإيرانية طهران كان الإتفاق على بناء خط (إيلات~عسقلان) وإنشاء شركة مشتركة لإدارتهِ وبلغت تكاليف إنشاؤه 155 مليون دولار (بسعر اليوم 1.2 مليار دولار) ووافق بنك (Deutsche) الألماني عام 1966 على تمويلهِ بفائدة تصل إلى 5.5%, تمّ البناء وإنشاء الشركة لإدارة الأنبوب (EAPC) عام 1968 وبدأ النفط يجري فيها.

## مصير الأنبوب
كانت حاجة إسرائيل من النفط هي 75 ألف برميل يومياً (وقتها عدد سكانها 2.8 مليون نسمة) والأنبوب سيوفّر حوالي 250 ألف برميل (لأول مرحلتين) حتّى 500 ألف برميل يومياً عام 1974 وإيران ستصدرّ 17% إضافي من نفطها خلاله لهذا زادت إنتاجها منه وكانت واردات إيران من الخط وصلتْ إلى 300 مليون دولار سنوياً وقتها (بسعر اليوم 2.2 مليار دولار) وأرباح الشركة الّتي تديره إلى 20 مليون دولار ولكن بعد قيام الثورة الإسلامية في إيران ضد الشاه عام 1979, صادرت إسرائيل الخط وضمّت شركة EAPC لحسابها وبعد عام 2000 طوّرتْ إسرائيل الخط ببناء خط عكسي (عسقلان~إيلات) لنقل النفط من روسيا وأذربيجان والقوقاز إلى آسيا, أقامت إيران عدّة قضايا منذ عام 1994 ضد إسرائيل بفرنسا وسويسرا وحتّى عام 2016 حيث أمرت المحكمة العليا الفيدرالية السويسرية (إسرائيل) بدفع 1.1 مليار دولار كتعويض عن حصة إيران في الخط وعن النفط الباقي في الخط وقتها.

## محاولة العراق لقصف الأنبوب
كرد على قصف مفاعل تموز النووي العراقي السلمي من قبل إسرائيل وإيران وبعد تخويل مجلس الأمن (العراق) بحقّ الردّ قام العراق بتحديد 50 هدف إستراتيجي ليقوم قصفها في إسرائيل ومنها مصفى حيفا, مصفى أشدود, رصيف التحميل بإيلات ومحطات الضخ بيوتفاتا وبجليلوت, وتدرّب سرب داسو ميراج إف1 العراقية لمهمة ضرب هذا الخط خلال صيف سنة 1990 ولشهرين, الخطة تقتضي بتدمير هذه الأهداف كاملاً والإعتماد على الخبرة الواسعة لطياري الميراج الّتي أكتسبوها خلال حرب الخليج الأولى لكن بعد الأحداث الّتي تلت الغزو العراقي للكويت أرتأت وإضطرت القيادة العراقية لإلغاء العملية.

## مقترح مد الأنبوب إلى السعودية
في 16 سبتمبر 2020، نشرت مجلة گلوبس الإسرائيلية أنّ إسرائيل بصدد أنْ تطلب من الإمارات العربية المتحدة إقناع المملكة العربية السعودية أنْ تسمح لشركة خط الأنابيب عبر إسرائيل بمد خطوط أنابيب من إيلات إلى مصفاة النفط في ينبع، إمّا براً (عبر الأردن) أو بحراً، وذلك لنقل النفط ومشتقاته. وأنّ إسرائيل عقدت عدّة لقاءات رفيعة المستوى بين شخصيات رفيعة في وزارتي الخارجية والدفاع مع رئيس الشركة إرز كلفون والرئيس التنفيذي إتسك لڤي، لمناقشة تفاصيل الإقتراح. ويتميّز الاقتراح بخفض مدّة شحن النفط وكذلك كُلفته ومتطلبات تأمينه (المالية والعسكرية)، لأنّه يتفادى الشحن عبر مضيق هرمز وباب المندب وقناة السويس.

## مد الأنبوب إلى الإمارات
في 21 أكتوبر 2020، أعلنت شركة خط أنابيب إيلات عسقلان (EAPC)، الحكومية الإسرائيلية عن توصلها لإتفاق بشأن تمديد خط الأنابيب الّذي يربط بين مدينة إيلات على البحر الأحمر وعسقلان على البحر المتوسط، إلى الإمارات.
وأكّدت الشركة أنّها وقّعت على مذكرة تفاهم مع شركة ميد-رد لاند بردج، وهي شركة محاصة إسرائيلية إماراتية، تملكها پترومال الإماراتية ومقرها أبوظبي، وشركة AF Entrepreneurship، وشركة لوبر لاينر الدولية للبنية التحتية والطاقة. وتوفّر هذه الاتفاقية لأبوظبي جسراً لنقل الوقود الأحفوري مباشرة إلى أوروبا، وتعدّ من أهمّ أشكال التعاون الّتي ظهرت بين الجانبين منذ إعلان الإمارات وإسرائيل عن إقامة العلاقات بينهما. وأشارت الشركة الإسرائيلية إلى أنّ التوقيع على الاتفاقية جرى في أبوظبي بحضور وزير الخزانة الأمريكي ستيڤن منوتشن ومسؤولين أمريكيين وإماراتيين آخرين. وأنّ قيمتها تبلغ ما بين 700 و800 مليون دولار على مدى عدة سنوات، وأنّ الإمدادات قد تبدأ في أوائل عام 2021.